# Fotbollsallsvenskan
Allsvenskan resp. Fotbollsallsvenskan je nejvyšší ligová fotbalová soutěž ve Švédsku. V lize hraje 16 klubů, stejně jako v nižší lize Superettan. Sezóna se hraje od dubna až do října, každý tým hraje 30 zápasů. Liga byla založena v roce 1924, předtím se hrála soutěž Svenska Serien (v letech 1910–1917, 1920–1921 a 1922–1924). Vítěz obdrží trofej zvanou Lennart Johanssons Pokal.
Současný vítěz ligy je tým Malmö FF, který zvítězil v roce 2023.

## Mistři

### Svenska mästerskapet
- 1896: Örgryte IS (1. titul)
- 1897: Örgryte IS (2)
- 1898: Örgryte IS (3)
- 1899: Örgryte IS (4)
- 1900: AIK Stockholm (1)
- 1901: AIK Stockholm (2)
- 1902: Örgryte IS (5)
- 1903: Göteborgs IF (1)
- 1904: Örgryte IS (6)
- 1905: Örgryte IS (7)
- 1906: Örgryte IS (8)
- 1907: Örgryte IS (9)
- 1908: IFK Göteborg (1)
- 1909: Örgryte IS (10)
- 1910: IFK Göteborg (2)
- 1911: AIK Stockholm (3)
- 1912: Djurgårdens IF (1)
- 1913: Örgryte IS (11)
- 1914: AIK Stockholm (4)
- 1915: Djurgårdens IF (2)
- 1916: AIK Stockholm (5)
- 1917: Djurgårdens IF (3)
- 1918: IFK Göteborg (3)
- 1919: GAIS (1)
- 1920: Djurgårdens IF (4)
- 1921: IFK Eskilstuna (1)
- 1922: GAIS (2)
- 1923: AIK Stockholm (6)
- 1924: Fässbergs IF (1)
- 1925: Brynäs IF FK (1)

### Allsvenskan
- 1924/25: GAIS
- 1925/26: Örgryte IS
- 1926/27: GAIS
- 1927/28: Örgryte IS
- 1928/29: Helsingborgs IF
- 1929/30: Helsingborgs IF
- 1930/31: GAIS (3. titul)
- 1931/32: AIK Stockholm (7)
- 1932/33: Helsingborgs IF (1)
- 1933/34: Helsingborgs IF (2)
- 1934/35: IFK Göteborg (4)
- 1935/36: IF Elfsborg (1)
- 1936/37: AIK Stockholm (8)
- 1937/38: IK Sleipner (1)
- 1938/39: IF Elfsborg (2)
- 1939/40: IF Elfsborg (3)
- 1940/41: Helsingborgs IF (3)
- 1941/42: IFK Göteborg (5)
- 1942/43: IFK Norrköping (1)
- 1943/44: Malmö FF (1)
- 1944/45: IFK Norrköping (2)
- 1945/46: IFK Norrköping (3)
- 1946/47: IFK Norrköping (4)
- 1947/48: IFK Norrköping (5)
- 1948/49: Malmö FF (2)
- 1949/50: Malmö FF (3)
- 1950/51: Malmö FF (4)
- 1951/52: IFK Norrköping (6)
- 1952/53: Malmö FF (5)
- 1953/54: GAIS (4)
- 1954/55: Djurgårdens IF (5)
- 1955/56: IFK Norrköping (7)
- 1956/57: IFK Norrköping (8)
- 1957/58: IFK Göteborg (6)
- 1959: Djurgårdens IF (6)
- 1960: IFK Norrköping (9)
- 1961: IF Elfsborg (4)
- 1962: IFK Norrköping (10)
- 1963: IFK Norrköping (11)
- 1964: Djurgårdens IF (7)
- 1965: Malmö FF (6)
- 1966: Djurgårdens IF (8)
- 1967: Malmö FF (7)
- 1968: Östers IF (1)
- 1969: IFK Göteborg (7)
- 1970: Malmö FF (8)
- 1971: Malmö FF (9)
- 1972: Åtvidabergs FF (1)
- 1973: Åtvidabergs FF (2)
- 1974: Malmö FF (10)
- 1975: Malmö FF (11)
- 1976: Halmstads BK (1)
- 1977: Malmö FF (12)
- 1978: Östers IF (2)
- 1979: Halmstads BK (2)
- 1980: Östers IF (3)
- 1981: Östers IF (4)
- 1982: IFK Göteborg (8)
- 1983: IFK Göteborg (9)
- 1984: IFK Göteborg (10)
- 1985: Örgryte IS (12)
- 1986: Halmstads BK (1)
- 1987: IFK Göteborg (11)
- 1988: Malmö FF (14)
- 1989: IFK Norrköping (12)
- 1990: IFK Göteborg (12)
- 1991: IFK Göteborg (13)
- 1992: AIK Stockholm (9)
- 1993: IFK Göteborg (14)
- 1994: IFK Göteborg (15)
- 1995: IFK Göteborg (16)
- 1996: IFK Göteborg (17)
- 1997: Halmstads BK (3)
- 1998: AIK Stockholm (10)
- 1999: Helsingborgs IF (4)
- 2000: Halmstads BK (4)
- 2001: Hammarby IF (1)
- 2002: Djurgårdens IF (9)
- 2003: Djurgårdens IF (10)
- 2004: Malmö FF (15)
- 2005: Djurgårdens IF (11)
- 2006: IF Elfsborg (5)
- 2007: IFK Göteborg (18)
- 2008: Kalmar FF (1)
- 2009: AIK Stockholm (11)
- 2010: Malmö FF (16)
- 2011: Helsingborgs IF (5)
- 2012: IF Elfsborg (6)
- 2013: Malmö FF (17)
- 2014: Malmö FF (18)
- 2015: IFK Norrköping (13)
- 2016: Malmö FF (19)[1]
- 2017: Malmö FF (20)
- 2018: AIK Stockholm (12)
- 2019: Djurgårdens IF (12)
- 2020: Malmö FF (21)
- 2021: Malmö FF (22)
- 2022: BK Häcken (1)
- 2023: Malmö FF (23)

Poznámky
- V letech 1924 až 1930 byly tituly neoficiální.

## Mistrovské tituly
V letech 1896–1925 titul získal vítěz Svenska Mästerskapet, což byla soutěž hraná pohárovým způsobem a zúčastnily se jí převážně kluby ze Stockholmu a Göteborgu. V letech 1926–1930 se sice hrála liga, ale titul mistra nebyl udělován. V letech 1982–1990 postoupily nejlepší týmy ligy do play-off (Allsvenskan play-offs), jehož vítěz získal titul. V letech 1990 a 1991 postoupily nejlepší týmy ligy do nadstavbové ligy (Mästerskapsserien), kam si vzaly polovinu získaných bodů ze základní části. V ostatních letech získal titul vítěz dlouhodobé ligy.

## Nejlepší kluby v historii – podle počtu titulů
| Vítězové nejvyšší ligové soutěže |        | |
| Klub                             | Tituly | Vítězné ročníky |
| Malmö FF                         | 23     | 1943/44, 1948/49, 1949/50, 1950/51, 1952/53, 1965, 1967, 1970, 1971, 1974, 1975, 1977, 1986, 1988, 2004, 2010, 2013, 2014, 2016, 2017, 2020, 2021, 2023 |
| IFK Göteborg                     | 18     | 1908, 1910, 1918, 1934/35, 1941/42, 1957/58, 1969, 1982, 1983, 1984, 1987, 1990, 1991, 1993, 1994, 1995, 1996, 2007                                     |
| IFK Norrköping                   | 13     | 1942/43, 1944/45, 1945/46, 1946/47, 1947/48, 1951/52, 1955/56, 1956/57, 1960, 1962, 1963, 1989, 2015                                                    |
| AIK Stockholm                    | 12     | 1900, 1901, 1911, 1914, 1916, 1923, 1931/32, 1936/37, 1992, 1998, 2009, 2018                                                                            |
| Djurgårdens IF                   | 12     | 1912, 1915, 1917, 1920, 1954/55, 1959, 1964, 1966, 2002, 2003, 2005, 2019                                                                               |
| Örgryte IS                       | 12     | 1896, 1897, 1898, 1899, 1902, 1904, 1905, 1906, 1906, 1907, 1909, 1913, 1985                                                                            |
| IF Elfsborg                      | 6      | 1935/36, 1938/39, 1939/40, 1961, 2006, 2012 |
| Helsingborgs IF                  | 5      | 1932/33, 1933/34, 1940/41, 1999, 2011 |
| GAIS                             | 4      | 1919, 1922, 1930/31, 1953/54 |
| Östers IF                        | 4      | 1968, 1978, 1980, 1981 |
| Halmstads BK                     | 4      | 1976, 1979, 1997, 2000 |
| Åtvidabergs FF                   | 2      | 1972, 1973 |
| IK Sleipner                      | 1      | 1937/38 |
| BK Häcken                        | 1      | 2022 |
| Kalmar FF                        | 1      | 2008 |
| Hammarby IF                      | 1      | 2001 |
| IFK Eskilstuna                   | 1      | 1921 |
| Göteborgs IF                     | 1      | 1903 |
| Fässbergs IF                     | 1      | 1924 |
| Brynäs IF                        | 1      | 1926 |

## Stadiony a města
| Klub              | Město      | Stadion              | Kapacita |
| ----------------- | ---------- | -------------------- | -------- |
| AIK Stockholm     | Solna      | Friends Arena        | 50 000   |
| Djurgårdens IF    | Stockholm  | Tele2 Arena          | 30 000   |
| Hammarby IF       | Stockholm  | Tele2 Arena          | 30 000   |
| IF Brommapojkarna | Stockholm  | Grimsta IP           | 5 500    |
| IF Elfsborg       | Borås      | Borås Arena          | 17 800   |
| GAIS              | Göteborg   | Gamla Ullevi         | 18 800   |
| IFK Göteborg      | Göteborg   | Gamla Ullevi         | 18 800   |
| BK Häcken         | Göteborg   | Bravida Arena        | 6 316    |
| Kalmar FF         | Kalmar     | Guldfågeln Arena     | 14 000   |
| Malmö FF          | Malmö      | Eleda Stadion        | 22 500   |
| Mjällby AIF       | Hällevik   | Strandvallen         | 7 500    |
| IFK Norrköping    | Norrköping | Nya Parken           | 16 700   |
| Halmstads BK      | Halmstad   | Behrn Arena          | 10 873   |
| IK Sirius         | Uppsala    | Studenternas IP      | 10 500   |
| IFK Värnamo       | Värnamo    | Finnvedsvallen       | 5 000    |
| Västerås SK       | Västerås   | Hitachi Energy Arena | 7 044    |

|  |  |  |  |
|  |  |  |  |